# Entorno personal de aprendizaje

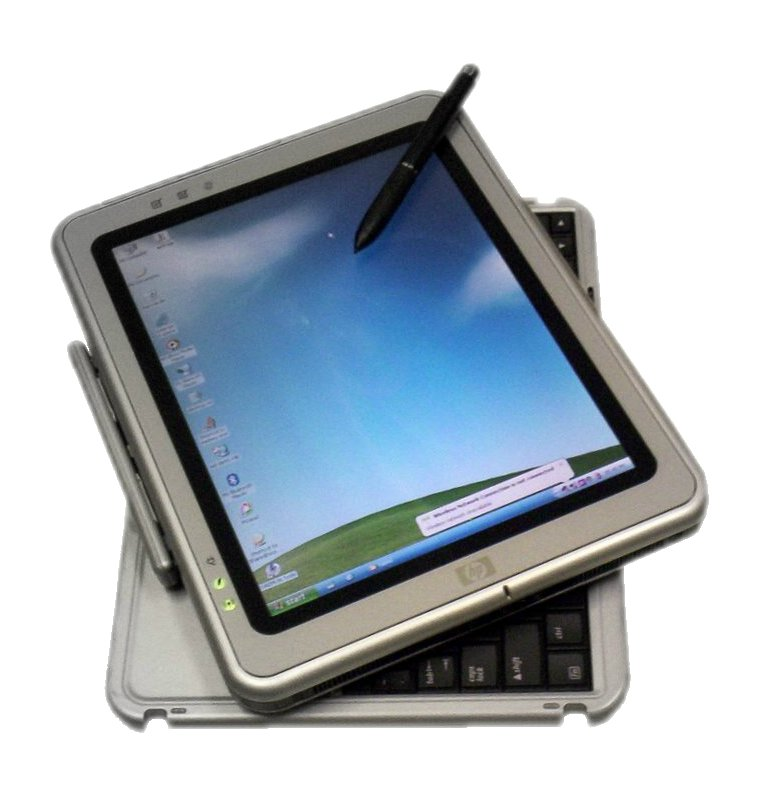
Entorno personal de aprendizaje y Tableta

Un entorno personal de aprendizaje (en inglés: Personal Learning Environment, PLE) es el conjunto de elementos (recursos, actividades, fuentes de información) utilizados para la gestión del aprendizaje personal.

## Historia
Los entornos personales de aprendizaje surgen en el Reino Unido asociados al movimiento de la Web 2.0 y orientados al sistema educativo. El término PLE surge en la conferencia JSIC/CETIS Conference de noviembre de 2004; era el título de una de sus sesiones. Desde sus comienzos surge como una serie de prácticas que no son homogéneas o compatibles. El propio término “personales” se convierte en un término con diversas interpretaciones.
En el marco del proyecto NIMLE (“Northern Ireland Integrated Managed Learning Environment”) se empezó a crear un entorno de aprendizaje centrado en el estudiante como evolución del conocido entorno virtual de aprendizaje en el año 2001. Este proyecto fue financiado por el JISC (“Joint Information Systems Committee” en Gran Bretaña) y se utilizó por primera vez en un congreso científico en 2004. Aunque los PLE empezaron a aparecer en congresos y reuniones científicas sobre Tecnología Educativa (TE), no fue hasta la conferencia de la primera “PLE Conference” en 2010 realizada en Barcelona cuando el PLE se trató como al eje desde el que podrían analizarse otros temas relacionados con la TE. Dos años más tarde, en Aveiro (Portugal), se consensuó este concepto y se permitió que muchas de las propuestas considerasen el PLE como un punto de partida y catalizador.
Estos son los momentos clave de la evolución del concepto de PLE:
| 2001               | 2004                          | 2010                        | 2012                  |
| ------------------ | ----------------------------- | --------------------------- | --------------------- |
| Origen término PLE | 1ªVez PLE congreso científico | PLE Conference Barcelona    | Consenso concepto PLE |
| Proyecto NIMLE     | Financiación JISC             | PLE como eje de otros temas | PLE como catalizador  |

Los PLE se consideran la evolución tecnológica de los LMS (acrónimo de “Learning Management System”), tanto por la estructura de enseñanza, como la flexibilidad de usar herramientas de la Web 2.0. Hay diferentes definiciones que se han ido aportando al PLE a lo largo de los años hasta su concepción actual. Además, hay que resaltar los términos que han surgido a raíz del PLE:
- Red personal de aprendizaje (PLN), este concepto está estrechamente relacionado con el de PLE. Se construyen a través del flujo de las interacciones grupales. A fin de identificar estas interacciones conocidas como Dinámicas Colaborativas Mediadas por Tecnología (DCMT). Estas son las que dan entidad al trabajo colaborativo mediado y al soporte sobre el cual se construye la red de aprendizaje.[5]
- Entorno organizacional de aprendizaje (OLE, acrónimo de “Organizational Learning Environment”). Este concepto surge desde una perspectiva institucional, se entiende como una extensión del término de los PLE y se trata de una visión compartida que los miembros de la institución comparte y la relación entre diversos elementos para obtener objetivos en común.[6] Se refiere al conjunto de procesos y herramientas que una institución utiliza para la gestión y difusión del conocimiento e información, suponiendo una “oportunidad de aprender con y del entorno”.[7]

Aunque el PLE emergió desde una perspectiva tecnológica, actualmente hay dos corrientes relevantes:
- La corriente tecnológica.
- La corriente pedagógica.

## Definición

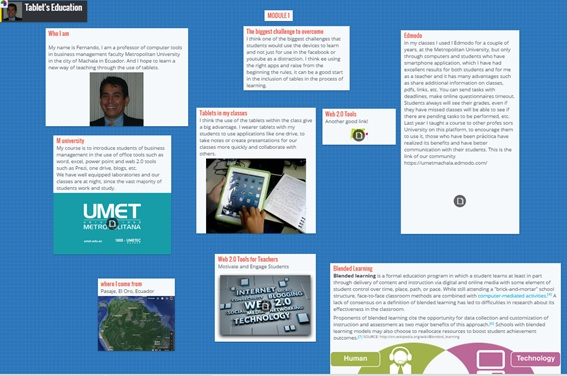
Portafolio digital

La definición de un PLE ha generado discusión desde sus inicios y todavía hoy hay varias líneas de trabajo, con matices y tendencias en el seno de cada una de ellas, que defienden definiciones diferentes. En un primer caso, se defiende que un PLE es el entorno tecnológico que se centra en lo que hace el alumno y que se caracteriza por la flexibilidad de la que el estudiante disfruta.El trabajo en entornos digitales, suele facilitar la construcción de redes sociales porque la mediación tecnológica resuelve problemas espacio-temporales y otros vinculados a la presencialidad. Por otro lado, se defiende que un PLE va más allá; defienden que se trata de un enfoque pedagógico, es una forma de aprender mediante las TIC, de manera no formal o informal. Finalmente el tercer planteamiento defiende un "enfoque pedagógico para la integración intencional y deliberada de espacios de aprendizaje  formal e informales".
Dentro del ámbito de la educación, el PLE se refiere al conjunto de herramientas de aprendizaje, materiales, instrumentos, servicios y dispositivos en diversos contextos y entornos para ser utilizados por el estudiante. El PLE ayuda al estudiante a tener un rol activo y a tomar el control de su aprendizaje. Esto implica que se debe determinar los propios objetivos de aprendizaje y controlar el proceso de aprendizaje, incluyendo la adquisición de contenidos y objetos de aprendizaje; por lo que el PLE se trata de un proceso autorregulado de aprendizaje, donde el estudiante controla su aprendizaje, sus tiempos, los objetivos, su contenido y el proceso en sí.
Hay numerosas definiciones de este concepto según la tendencias pedagógicas y tecnológicas. Siguiendo la tendencia pedagógica, el PLE se define como un entorno que incluye todos los recursos, como fuentes de información, herramientas digitales y actividades, que ayudan al estudiante a buscar, compartir y gestionar el conocimiento para aprender. El PLE es un cambio en la metodología educativa abierta que fomenta el autoaprendizaje a través de recursos Web, donde el estudiante es el centro del proceso y es el que toma el control del proceso de enseñanza-aprendizaje, fijando sus objetivos de aprendizaje, gestionando su estudio y comunicándose con los demás.
De acuerdo con la tendencia tecnológica, el PLE es un conjunto de servicios, dispositivos y herramientas, que sirven para ayudar a crear Redes Personales de Conocimiento (PKN es su acrónimo en inglés “Personal Knowledge Networking). El PLE se refiere a una plataforma software compuesta de un repositorio de contenidos y de diversas herramientas de gestión y comunicación; por ejemplo, un eportfolio o portafolio digital. Por lo tanto, el PLE como tecnología educativa proporciona al estudiante con herramientas y recursos 2.0 utilizados para gestionar el aprendizaje.
Como el PLE son todos los recursos o fuentes de información que utilizamos para aprender conectado, este término está conectado con la educación informal puesto que el PLE integra los elementos de la formación formal e informal, incluyendo el uso de redes sociales y el uso de protocolos de red para unir los recursos y sistemas en un espacio tecnológico que se puede gestionar de forma personal.

## Componentes

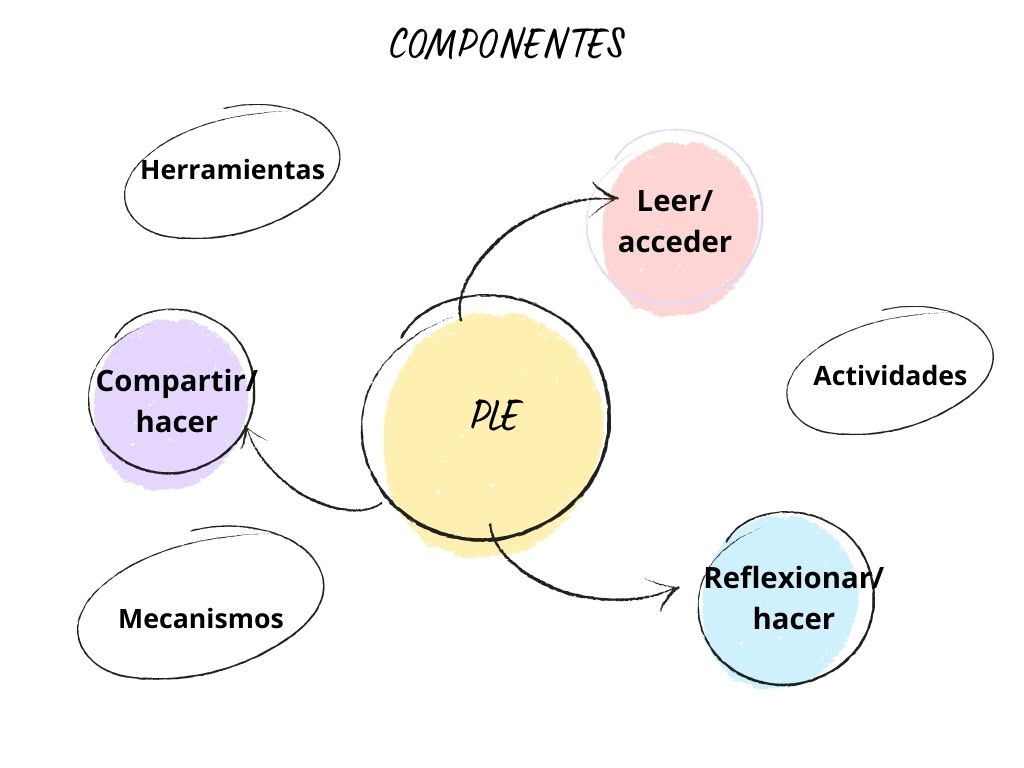
Componentes del Personal Learning Environment (PLE)

Se puede decir que los entornos personales tienen tres partes: herramientas, recursos o fuentes de información (revistas, blogs, wiki, páginas de revistas de instituciones, entre algunos.) y red personal de aprendizaje o PLN (del inglés Personal Learning Network) que se refiere a toda la red de personas en su conjunto con las que nos mantenemos en contacto e intercambiamos información. El PLE permite integrar tanto las tecnologías y herramientas como los procesos y prácticas, precisamente, al componerse de dimensiones diversas, cuando el sujeto que aprende lo explora y define, desarrolla cualidades metacognitivas que le permiten fomentar el fortalecimiento de las competencias digitales. La confluencia de estas dimensiones que involucran desde el acceso a recursos hasta la toma de decisiones varía a lo largo de la vida atribuyendo al PLE un carácter dinámico.
Un PLE puede estar compuesto de uno o varios subsistemas: así, puede tratarse de una aplicación de escritorio o bien estar compuestos por uno o más servicios Web, especialmente de la Web 2.0.
Es importante hacer explícito el PLE. Un análisis de las fortalezas y debilidades de las herramientas, mecanismos y actividades que usamos o realizamos nos permitirá mejorarlo y potenciar el aprendizaje. Un PLE puede ser completamente controlado o adaptado por el estudiante según sus necesidades formales e informales de aprendizaje. Sin embargo, no todos los estudiantes tienen las habilidades de autorregulación y manejo del conocimiento necesarias para usar los medios de comunicación social en forma que les permita ajustar sus PLE para obtener las experiencias de aprendizaje esperadas. Por tal motivo es importante que los docentes, sobre todo a nivel de educación superior, ayuden a sus estudiantes a desarrollar estrategias de autoaprendizaje regulado basado en PLE.

## Herramientas y recursos 2.0 utilizados
En un entorno personal de aprendizaje, se usan o pueden usar todos los recursos tecnológicos disponibles en la web 2.0. Existen multitud de herramientas y aplicaciones para crear un espacio personal de aprendizaje. A la hora de organizar y gestionar la información con la que se va a trabajar, podemos hablar de cuatro bloques. Cada persona puede elegir entre todas las propuestas para configurar su espacio personal. El repertorio es mucho más amplio, aquí se recogen las principales:

### Escritorios virtuales en la nube

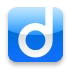
Diigo icono Itunes